# استارک (ویسکانسین)
استارک (به انگلیسی: Stark) یک منطقهٔ مسکونی در ایالات متحده آمریکا است که در شهرستان ورنن، ویسکانسین واقع شده‌است. استارک ۸۹٫۲ کیلومتر مربع مساحت و ۳۴۹ نفر جمعیت دارد و ۳۷۹ متر بالاتر از سطح دریا واقع شده‌است.